# محمد الفرارجة
محمد الفرارجة (16 أكتوبر 1977) هو لاعب تايكوندو أردني. شارك في دورة الألعاب الأولمبية الصيفية لعام 2000، وخسر في مباراتيه.